# Зелде (Округ Волфенбител)
Зелде (њем. Sehlde) општина је у њемачкој савезној држави Доња Саксонија. Једно је од 37 општинских средишта округа Волфенбител. Према процјени из 2010. у општини је живјело 943 становника. Посједује регионалну шифру (AGS) 3158028.

## Географски и демографски подаци
Зелде се налази у савезној држави Доња Саксонија у округу Волфенбител. Општина се налази на надморској висини од 120 метара. Површина општине износи 20,4 km². У самом мјесту је, према процјени из 2010. године, живјело 943 становника. Просјечна густина становништва износи 46 становника/km².